# 阿尔弗雷德·S·波萨门蒂
阿尔弗雷德·S·波萨门蒂（1942年10月18日—）是一位美国教育家，专攻数学和科學教育，毕业于亨特學院、纽约市立大学和福坦莫大学。

## 代表作
- 《数学奇观：让数学之美带给你灵感与启发》（Math Wonders to Inspire Teachers and Students）2003年
- 《圆周率：持续数千年的数学探索》（π: A Biography of the World's Most Mysterious Number）2004年，与英格玛·莱曼合著
- 《斐波那契数列：定义自然法则的数学》（The (Fabulous) Fibonacci Numbers）2007年，与英格玛·莱曼合著
- 《数学的惊奇：意想不到的图形和数字》（Mathematical Amazements and Surprises: Fascinating Figures and Noteworthy Numbers）2009年，与英格玛·莱曼合著，由赫伯特·豪普特曼作后记
- 《毕达哥拉斯定理：力与美的故事	》（The Pythagorean Theorem: Its Power and Glory）2010年
- 《黄金分割：自然与艺术中的美丽结构》（The Glorious Golden Ratio）2012年，与英格玛·莱曼合著
- 《三角形的秘密》（The Secrets of Triangles: A Mathematical Journey）2012年，与英格玛·莱曼合著
- 《精彩的数学错误》（Magnificent Mistakes in Mathematics）2013年，与英格玛·莱曼合著
- 《数学可以这样有趣》（Mathematical Curiosities. A Treasure Trove of Unexpected Entertainments）2014年，与英格玛·莱曼合著
- 《心中有数：数字的故事及其中的宝藏》（Numbers: Their Tales  Types  and Treasures）2015年，与伯恩德·塔勒合著
- 《神奇的圆：超越直线的数学探索》（The Circle: A Mathematical Exploration beyond the Line）2016年，与罗伯特·格列施拉格尔合著
- 《他们创造了数学：50位著名数学家的故事》（Math Makers: The Lives and Works of 50 Famous Mathematicians）2020年，与克里斯蒂安·施普赖策合著
- 《数学奇趣：逗乐百万人的趣味数学问题》（Mathematics Entertainment for the Millions）2020年
- 《几何奇观：探索意想不到的几何之美》（The Joy of Geometry）2021年